# 衍射镜
衍射镜是一种刻有一系列同心圆线的镜片，它會使一道光線散成很多道，可使人在脑中产生立体形像。衍射鏡會運用於攝影上。一般的DVD-ROM之中，也會用到衍射鏡。